# Mistyce
Mistyce (ukr. Мистичі) – wieś na Ukrainie, w rejonie jaworowskim (do 2020 roku w rejonie mościskim) obwodu lwowskiego. Wieś liczy 342 mieszkańców.
Wieś szlachecka, własność Stadnickich, położona była w 1589 roku w ziemi przemyskiej województwa ruskiego. 
W XIX wieku majątek ziemski Mistyce należał do rodziny Sękowskich herbu Prawdzic, a przed II wojną światową był własnością Anieli z Sękowskich Ostaszewskiej (1882-1937) i jej dzieci..
W II Rzeczypospolitej do 1934 samodzielna gmina jednostkowa. Następnie należała do zbiorowej wiejskiej gminy Dydiatycze w powiecie mościskim w woj. lwowskim. Po wojnie wieś weszła w struktury administracyjne Związku Radzieckiego.